# Library Wars
Library Wars (図書館戦争, Toshokan Sensō) est une série de quatre light novels écrite par Hiro Arikawa et illustrée par Sukumo Adabana. La série est publiée par MediaWorks entre février 2006 et novembre 2007. Une série dérivée en deux tomes nommée Bessatsu Toshokan Sensō a aussi été éditée par ASCII Media Works. La version française est éditée par Glénat.
Une adaptation en manga intitulée Library Wars - Love & War (図書館戦争 LOVE&WAR, Toshokan Senso - Love & War), dessinée par Kiiro Yum, est prépubliée entre septembre 2007 et décembre 2014 dans le magazine shōjo LaLa de l'éditeur Hakusensha. La version française est également publiée par Glénat. Une seconde adaptation en manga a vu le jour entre 2007 et 2008 dans le magazine shōnen Dengeki Daioh.
Une adaptation en série télévisée d'animation japonaise comprenant douze épisodes et un original video animation (OVA) réalisée par Takayuki Hamana, produite par Production I.G, a été diffusée au Japon entre le 11 avril 2008 et le 26 juin 2008.
Un film d'animation intitulé Toshokan Sensō: Kakumei no Tsubasa est sorti le 16 juin 2012.
Un film live est sorti dans les salles japonaises le 27 avril 2013 et compte deux suites : Library Wars, The Last Mission, sorti le 10 octobre 2015, et le téléfilm Library Wars, Book of Memories sorti le 21 octobre 2015.

## Synopsis
Dans un futur alternatif, le Japon vient d'entrer dans l'ère Seika, au cours de laquelle règne une féroce bataille pour la sauvegarde de la liberté d'expression.
Jugeant néfaste l'influence de nombre de livres et de journaux, le Gouvernement japonais a en effet fait adopter en 1989, an 1 de l'ère Seika, la Loi d'amélioration des médias, qui crée notamment un comité d'amélioration des médias chargé de sélectionner et de confisquer toutes les publications (livres, revues, journaux…) estimées par lui porteuses d'influences négatives (bref, une censure légalisée). Horrifiés, les directeurs de bibliothèques s'allient et parviennent à faire voter la loi de sauvegarde des bibliothèques, qui crée le corps des bibliothécaires, une organisation paramilitaire disposant d'une légitimité officielle face au comité d'amélioration des médias (pourtant lui aussi issu d'une loi).
Une lutte politique, mais aussi armée (appelée Guerre des bibliothèques), s'engage alors entre les deux formations pour prendre le contrôle des livres et médias indexés…
En l'an 31 de l'ère Seika, alors que la Guerre des bibliothèques, qui fait maintenant rage depuis trois décennies, semble irrémédiablement entraîner le Japon sur la voie de la guerre civile, la jeune Iku Kasahara, hantée par le souvenir d'un homme qui, en s'opposant avec force à deux membres du Comité d'amélioration des médias, lui a permis d'acheter ce qui allait devenir son livre favori, décide, à l'insu de ses parents, d'intégrer le sélectif corps des bibliothécaires du Kanto…

## Personnages
Iku Kasahara (笠原 郁, Kasahara Iku)
Voix japonaise : Marina Inoue
Âge: 22 ans
Taille: 170 cm
Personnage principal. Iku rejoint en 2019 le corps des bibliothécaires du Kanto afin de marcher sur les traces du mystérieux homme qui, quelques années plus tôt, a combattu deux inspecteurs du « Comité d'Amélioration des Médias » pour lui permettre d'acheter un livre promis à l'index. Ses parents étant opposés à ce dangereux projet, elle leur fait croire qu'elle n'est qu'une simple bibliothécaire, et non un membre du groupe paramilitaire. Les cours théoriques l'ennuient (elle s'y endort), mais elle se révèle en revanche la meilleure (devant les hommes) en épreuves physiques. Son caractère à la fois naïf et impulsif lui vaut de subir les fréquentes remontrances de son supérieur direct, le lieutenant Atsuhi Dojo pour qui elle va progressivement ressentir des sentiments. Sa meilleure amie est sa compagne de chambrée, Asako Shibasaki.
Atsuhi Dojo (堂上 篤, Dōjō Atsushi)
Voix japonaise : Tomoaki Maeno
Âge: 27 ans
Taille: 165 cm
Supérieur direct de Kasahara, le lieutenant Atsuhi Dojo est un des meilleurs éléments du corps des bibliothécaires du Kanto. Il est sportif, intelligent, mais aussi cassant, autoritaire et complexé par sa petite taille. Il croit beaucoup (et secrètement) aux qualités de Kasahara, et se montre en conséquence encore plus dur avec elle qu'avec les autres membres de son équipe. Il fait parfois preuve de trop d'impulsivité, un défaut que tente de canaliser son ami, le lieutenant Mikihisa Komaki.
Mikihisa Komaki (小牧 幹久, Komaki Mikihisa)
Voix japonaise : Akira Ishida
Âge: 27 ans
Meilleur ami de Dojo, le lieutenant Mikihisa Komaki en est pourtant l'exact contraire, tant sur le plan physique que psychologique : il est en effet de grande taille, et se distingue par sa bonne humeur perpétuelle, sa perspicacité et sa sagesse. Convaincu que Dojo est en réalité amoureux de Kasahara, il manœuvre sans cesse pour les rapprocher.
Hikaru Tezuka (手塚 光, Tezuka Hikaru)
Voix japonaise : Tatsuhisa Suzuki
Hikaru Tezuka est l'un des meilleurs éléments de l'équipe de Dojo, qu'il a intégrée en même temps que Kasahara. D'abord moqueur vis-à-vis de celle-ci, il tente ensuite de la séduire, bien qu'il n'ait pas de sentiments amoureux pour elle, car il avait écouté les conseils de ses supérieurs comme quoi il devrait essayer de lui ouvrir son cœur. Sans grand succès car elle se rend compte qu'il ne l'aime pas mais ils deviennent de bons amis. Il est par ailleurs en conflit avec son frère, qui se trouve être un des membres influents du Comité d'Amélioration des Médias (mais qui semble en réalité poursuivre de nébuleux objectifs personnels qui ne sont pas toujours conformes aux objectifs du comité).
Asako Shibasaki (柴崎 麻子, Shibasaki Asako)
Voix japonaise : Miyuki Sawashiro
Âge: 23 ans
Meilleure amie et colocataire d'Iku Kasahara. Désireuse de trouver un homme à son amie, et de caractère taquin, elle ne cesse de l'interroger sur sa vie sentimentale. Au sein du corps, elle est chargée des renseignements.
Ryusuke Genda (玄田 竜助, Genda Ryūsuke)
Voix japonaise : Kanji Suzumori
Âge: 43 ans
Commandant du corps des bibliothécaires du Kanto. C'est lui qui a recruté Iku Kasahara, et l'a sciemment placée sous les ordres de Dojo. Extrêmement puissant, et de carrure impressionnante, il est redoutable au combat, mais sait aussi, lorsque les circonstances l'exigent, faire preuve d'un bon sens politique.
Kazuichi Inamine (稲嶺 和市, Inamine Kazuichi)
Voix japonaise : Haruo Sato
Directeur de la bibliothèque du Kanto. Il est l'un des leaders politiques de la lutte contre la Loi d'Amélioration des Médias. Sa femme a été tuée et il a perdu une jambe lors d'une fusillade il y a 20 ans. Iku Kasahara lui sauve la vie alors qu'il est victime d'un enlèvement.

## Thèmes abordés
Le principal sujet abordé est naturellement celui de la liberté d'expression. La Loi d'Amélioration des Médias a institué une véritable censure, un organisme gouvernemental s'arrogeant le droit de déterminer et d'éliminer les publications qui ne seraient pas conformes à leur vision de la société. L'auteur dénonce donc les atteintes à la liberté d'opinion (la Chine serait visée en filigrane) et, au-delà, s'interroge sur les moyens à utiliser pour défendre cette liberté. En effet, bien que les protagonistes de l'histoire soient organisés en une faction paramilitaire et prennent les armes, ils évitent cependant au maximum de s'en servir pour privilégier des approches juridiques (application de la loi de conservation des bibliothèques) et politiques (négociations avec les membres du comité). Il est ainsi suggéré que, si la liberté d'expression, et au-delà les libertés fondamentales de manière générale, vaut qu'on se batte pour elle, cette dernière option ne doit être qu'un ultime recours.
En dépit du sérieux du sujet traité, l'anime adopte un ton humoristique, voire, de l'aveu de l'auteur, satirique : ainsi, le fait que les deux lois contradictoires et les deux organismes opposés aient été créés par le gouvernement constitue une caricature de l'art de flatter des sensibilités électorales en ménageant la chèvre et le chou, dans lequel certains dirigeants politiques sont passés maîtres.

## Light novel
| no | Japonais          | Japonais          | Français          | Français          |
| no | Date de sortie    | ISBN              | Date de sortie    | ISBN              |
| -- | ----------------- | ----------------- | ----------------- | ----------------- |
| 1  | 10 février 2006   | 978-4-8402-3361-3 | 22 septembre 2010 | 978-2-7234-7433-7 |
| 2  | 11 septembre 2006 | 978-4-8402-3562-4 | 16 mars 2011      | 978-2-7234-7434-4 |
| 3  | 10 février 2007   | 978-4-8402-3774-1 | 30 novembre 2011  | 978-2-7234-7435-1 |
| 4  | 10 novembre 2007  | 978-4-8402-4022-2 | 2 mars 2016       | 978-2-3440-0288-9 |

| no | Japonais       | Japonais          |
| no | Date de sortie | ISBN              |
| -- | -------------- | ----------------- |
| 1  | 10 avril 2008  | 978-4-04-867029-6 |
| 2  | 9 août 2008    | 978-4-04-867239-9 |

## Manga
Un shōjo manga intitulé Library Wars: Love & War dessiné par Kiiro Yumi est publié dans le magazine LaLa entre le 24 septembre 2007 et le 24 décembre 2014. La série est compilée par Hakusensha en quinze volumes reliés sortis entre avril 2008 et juin 2015. La version française est publiée par Glénat en quinze volumes sortis entre juin 2010 et août 2016.
Une série dérivée intitulée Library Wars: Love & War Bessatsu-hen est publiée dans le même magazine à partir du 24 mars 2015. 
Un shōnen manga intitulé Toshokan Sensō Spitfire! dessiné par Yayoi Furudori est publié dans le magazine Dengeki Daioh à partir du 21 novembre 2007. L'unique volume est publié le 27 juin 2008 par ASCII Media Works.

### Liste des volumes
| no | Japonais         | Japonais          | Français         | Français          |
| no | Date de sortie   | ISBN              | Date de sortie   | ISBN              |
| -- | ---------------- | ----------------- | ---------------- | ----------------- |
| 1  | 5 avril 2008     | 978-4-592-18046-3 | 2 juin 2010      | 978-2-7234-7627-0 |
| 2  | 5 août 2008      | 978-4-592-18047-0 | 18 août 2010     | 978-2-7234-7628-7 |
| 3  | 5 mars 2009      | 978-4-592-18048-7 | 17 novembre 2010 | 978-2-7234-8015-4 |
| 4  | 4 septembre 2009 | 978-4-592-18049-4 | 2 février 2011   | 978-2-7234-8075-8 |
| 5  | 5 mars 2010      | 978-4-592-18050-0 | 6 avril 2011     | 978-2-7234-8079-6 |
| 6  | 3 septembre 2010 | 978-4-592-19316-6 | 17 août 2011     | 978-2-7234-8408-4 |
| 7  | 4 mars 2011      | 978-4-592-19317-3 | 29 février 2012  | 978-2-7234-8752-8 |
| 8  | 5 septembre 2011 | 978-4-592-19318-0 | 6 juin 2012      | 978-2-7234-8823-5 |
| 9  | 2 mai 2012       | 978-4-592-19319-7 | 23 janvier 2013  | 978-2-7234-9365-9 |
| 10 | 3 août 2012      | 978-4-592-19320-3 | 20 août 2014     | 978-2-7234-9702-2 |
| 11 | 5 avril 2013     | 978-4-592-19321-0 | 22 avril 2015    | 978-2-7234-9923-1 |
| 12 | 5 septembre 2013 | 978-4-592-19322-7 | 19 août 2015     | 978-2-344-00566-8 |
| 13 | 5 mars 2014      | 978-4-5921-9323-4 | 28 octobre 2015  | 978-2-344-00567-5 |
| 14 | 5 novembre 2014  | 978-4-5921-9324-1 | 20 avril 2016    | 978-2-344-01358-8 |
| 15 | 5 juin 2015      | 978-4-5921-9325-8 | 24 août 2016     | 978-2-344-01359-5 |

## Anime

### Série télévisée
La série télévisée a été produite par le studio Production I.G et a été diffusée entre avril et juin 2008 sur Fuji TV.

#### Liste des épisodes
| No  | Titre français                                                       | Titre japonais                            | Titre japonais                  | Date de 1re diffusion |
| No  | Titre français                                                       | Kanji                                     | Rōmaji                          | Date de 1re diffusion |
| --- | -------------------------------------------------------------------- | ----------------------------------------- | ------------------------------- | --------------------- |
| 1   | My Prince Charming is in the LDF                                     | 我ガ王子様ハ図書隊ニアリ                  | Waga Ōjisama wa Toshotai ni Ari | 10 avril 2008         |
| 2   | Library Task Force                                                   | 図書特殊部隊(ライブラリー·タスクフォース) | Raiburarī Tasukufōsu            | 17 avril 2008         |
| 3   | Odawara Battle                                                       | 小田原攻防戦                              | Odawara Kōbōsen                 | 24 avril 2008         |
| 4   | Rescue the Book General                                              | 図書司令官ヲ奪回セヨ                      | Tosho Shireikan o Dakkai seyo   | 1er mai 2008          |
| 5   | Parental Disturbance Strategy                                        | 両親攪乱(かくらん)作戦                    | Ryōshin Kakuran Sakusen         | 8 mai 2008            |
| 6   | Library Corps Refrain from Firing                                    | 図書隊ハ発砲セズ                          | Toshotai wa Happō Sezu          | 15 mai 2008           |
| 7   | Reference of Love                                                    | 恋ノ情報探索(レファレンス)                | Koi no Refarensu                | 22 mai 2008           |
| 8   | Satoshi Tezuka's Schemes                                             | 策動セシハ手塚慧(さとし                   | Sakudō Seshi wa Tezuka Satoshi  | 29 mai 2008           |
| 9   | Here Comes the Promotion Test                                        | 昇任試験, 来タル                          | Shōnin Shiken, Kitaru           | 5 juin 2008           |
| 10  | Explosion of Backing Home                                            | 里帰リ, 勃発                              | Satogaeri, Boppatsu             | 15 juin 2008          |
| 11  | Struggle to the Death! The Defense of Ibaraki Prefectural Exhibition | 死闘!茨城県展警備                         | Shitō! Ibaraki Kenten Keibi     | 19 juin 2008          |
| 12  | The Library is for Who's Sake?                                       | 図書館ハ誰ガタメニ                        | Toshokan wa Dare ga Tame ni     | 26 juin 2008          |
| OAV | Situation Love Handicap                                              | 恋ノ障害                                  | Otome no Tactics                | 1er octobre 2008      |

### Film d'animation
Un film d'animation nommé Toshokan Sensō: Kakumei no Tsubasa est sorti le 16 juin 2012 au Japon. Des cartes postales exclusives étaient offertes avec l'achat d'une place de cinéma. Le film est une adaptation de la fin du roman et clôture ainsi l’anime.

## Films live
Une adaptation en film live est sortie dans les salles japonaises le 27 avril 2013 à l'occasion de la golden week 2013. Iku Kasahara est interprété par Nana Eikura et Atsushi Dojo par Jun'ichi Okada.
Une suite, Toshokan Sensō: The Last Mission, est sortie le 5 octobre 2015.

## Accueil

### Ventes
En avril 2008, plus de 1,25 million d'exemplaires de la série originale et de sa série dérivée avaient été vendus. En août 2012, plus de 2,8 millions d'exemplaires ont été vendus.

### Distinctions
Il a obtenu le Prix Seiun en 2008 (meilleur roman japonais de science-fiction).

### Édition japonaise
Hakusensha
Light novel
1. 1 2  (ja) « Tome 1 ».
2. 1 2  (ja) « Tome 2 ».

Manga
1. 1 2  (ja) « Tome 1 ».
2. 1 2  (ja) « Tome 2 ».
3. 1 2  (ja) « Tome 3 ».
4. 1 2  (ja) « Tome 4 ».
5. 1 2  (ja) « Tome 5 ».
6. 1 2  (ja) « Tome 6 ».
7. 1 2  (ja) « Tome 7 ».
8. 1 2  (ja) « Tome 8 ».
9. 1 2  (ja) « Tome 9 ».
10. 1 2  (ja) « Tome 10 ».
11. 1 2  (ja) « Tome 11 ».
12. 1 2  (ja) « Tome 12 ».
13. 1 2  (ja) « Tome 13 ».
14. 1 2  (ja) « Tome 14 ».
15. 1 2  (ja) « Tome 15 ».

### Édition française
Glénat
Light novel
1. 1 2  « Tome 1 ».
2. 1 2  « Tome 2 ».
3. 1 2  « Tome 3 ».

Manga
1. 1 2  « Tome 1 ».
2. 1 2  « Tome 2 ».
3. 1 2  « Tome 3 ».
4. 1 2  « Tome 4 ».
5. 1 2  « Tome 5 ».
6. 1 2  « Tome 6 ».
7. 1 2  « Tome 7 ».
8. 1 2  « Tome 8 ».
9. 1 2  « Tome 9 ».
10. 1 2  « Tome 10 ».
11. 1 2  « Tome 11 ».
12. 1 2  « Tome 12 ».
13. 1 2  « Tome 13 ».
14. 1 2  « Tome 14 ».
15. 1 2  « Tome 15 ».